# Lavilleneuve
Lavilleneuve är en kommun i departementet Haute-Marne i regionen Grand Est (tidigare regionen Champagne-Ardenne) i nordöstra Frankrike. Kommunen ligger i kantonen Val-de-Meuse som tillhör arrondissementet Langres. År 2022 hade Lavilleneuve 57 invånare.

## Befolkningsutveckling
Antalet invånare i kommunen Lavilleneuve
| Referens: INSEE |